# Lost in Yonkers
Lost in Yonkers è un'opera teatrale del drammaturgo statunitense Neil Simon, debuttata a Winston-Salem nel 1990. L'opera ha ricevuto diversi riconoscimenti, tra cui il Premio Pulitzer per la drammaturgia e il Tony Award al miglior spettacolo.

## Trama
Brooklyn, 1942. Bella ha 35 anni e vive a casa con la madre, la severa Nonna Kurnitz. Suo figlio Eddie le affida i due figli mentre lui si guadagna da vivere come commesso viaggiatore e i due ragazzi crescono con la dura Kurnitz e la frustrata Bella.